# لانون
لانون (به انگلیسی: Llanon) یک منطقهٔ مسکونی در بریتانیا است که در کردیگیون واقع شده‌است. لانون ۲٬۴۸۲ نفر جمعیت دارد.